# Llei d'organització, procediment i règim jurídic de l'Administració de la Generalitat de Catalunya
La llei 13/1989, de 14 de desembre, d'organització, procediment i règim jurídic de l'Administració de la Generalitat de Catalunya regula l'organització, el procediment i el règim jurídic de l'Administració de la Generalitat de Catalunya. El seu objectiu és el de millorar al màxim la prestació dels serveis al ciutadà atenent als principis de la Constitució espanyola de 1978 d'eficàcia, jerarquia, descentralització, desconcentració i coordinació que han d'inspirar i presidir l'actuació dels òrgans i agents de la Generalitat de Catalunya.
Les normes generals sobre el procediment administratiu abasten l'especial organització de l'Administració catalana i la regulació del seu règim jurídic i sistema de responsabilitat, incloses o bé en les matèries de competència exclusiva (procediment administratiu, art.
9.3), o bé entre les matèries sobre les quals es pot procedir al desenvolupament legislatiu i a l'execució en el marc de la legislació bàsica estatal (règim jurídic i sistema de responsabilitat, article 10.1.1).
Com a novetat es destaca la possibilitat de verificar l'eficàcia de les normes que regula l'article 67, i el tractament del silenci administratiu positiu que fan els articles 81 i següents.

## Modificacions d'aquesta Llei
- Llei 26/2010, del 3 d'agost, de règim jurídic i de procediment de les administracions públiques de Catalunya. Entrada en vigor al cap de tres mesos de la publicació en el Diari Oficial de la Generalitat de Catalunya, amb excepcions parcials.
- Llei 13/2008, del 5 de novembre, de la presidència de la Generalitat i del Govern
- Llei 1/2005, de 31 de març, del conseller o consellera primer del Govern de la Generalitat
- Llei 23/2002, de 18 de novembre, d'adequació de procediments administratius en relació amb el règim de silenci administratiu i el termini de resolució i notificació, i de

primera modificació dels articles 81, 82 i 83 de la Llei 13/1989, d'organització, procediment i règim jurídic de l'Administració de la Generalitat de Catalunya
- Llei 4/2001, de 9 d'abril, de modificació de l'apartat 2 de l'article 63 de la Llei 13/1989, del 14 de desembre, d'organització, procediment i règim jurídic de l'Administració de la Generalitat de Catalunya.
- Llei 1/2000, de 30 de març, de modificació de la Llei 13/1989, d'organització, procediment i règim jurídic de l'Administració de la Generalitat de Catalunya, del Decret Legislatiu 1/1991, pel qual s'aprova la refosa de les lleis 3/1985 i 21/1990, de la Comissió Jurídica Assessora, i de la Llei 7/1996, d'organització dels serveis jurídics de l'Administració de la Generalitat de Catalunya, i de derogació parcial d'un article de la Llei 3/1982, del Parlament, del President i del Consell Executiu de la Generalitat.
- Llei 2/1992, de 7 de juliol, de modificació de la Llei 13/1989, d'organització, procediment i règim jurídic de l'Administració de la Generalitat de Catalunya
- Llei 21/1990, de 28 de desembre, de reforma de la Llei 3\1985, de reorganització de la Comissió Jurídica Assessora

## Estructura de la Llei
La Llei 13/1989 consta de 89 articles estructurats en:
- Un Títol preliminar
- Títol 1 (L'organització administrativa) amb els capítols (Principis generals, els òrgans centrals, els òrgans territorials, els òrgans consultius, els òrgans actius, el funcionament dels òrgans col·legiats).
- Títol 2 (La competència administrativa) amb els capítols (Normes generals, la delegació, l'autorització de signatura, avocació i suplència, la coordinació administrativa i els conflictes d'atribucions)
- Títol 3 (L'actuació administrativa) amb els capítols (disposicions generals, la programació administrativa, les auditories administratives, l'elaboració de disposicions de caràcter general amb les seccions 1 i secció 2, el procediment general amb les seccions 1, 2 i 3 i les reclamacions prèvies i l'exercici d'accions.

## Text complet
- Parlament de Catalunya «LLEI 13/1989, de 14 de desembre, d'organització, procediment i règim jurídic de l'Administració de la Generalitat de Catalunya.» (html, pdf, rdf, ttl o xml). Diari Oficial de la Generalitat de Catalunya, núm. 1234, 22-12-1989 [Consulta: 16 juny 2024].